# Paul Thureau-Dangin
Pour les articles homonymes, voir Thureau-Dangin.
Paul Marie Pierre Thureau-Dangin est un publiciste, auditeur au Conseil d'État et historien français, né le 14 décembre 1837 à Paris et mort le 24 février 1913 à Cannes.

## Biographie
Fils d'un homme d'affaires qui abandonne son cabinet pour se consacrer aux œuvres de bienfaisance, Paul Thureau-Dangin grandit dans un milieu catholique, aisé et cultivé. Après des études au lycée Louis-le-Grand, il poursuit par une formation juridique à la faculté de lettres de la Sorbonne. Il y obtient un doctorat en droit en 1862. Il prépare ensuite le concours d'entrée au Conseil d'État, dont il sort premier au classement. Il y occupe la fonction d'auditeur de 1863 à 1868 mais plutôt que de viser un poste de maître des requêtes, il se tourne finalement vers le journalisme.
Avec quelques condisciples (François Beslay, Étienne Récamier, le comte de Chabrol, Heinrich, Emmanuel Cosquin, Albert Desjardins), il fonde le journal catholique libéral Le Français, qui parait pour la première fois le 1er août 1868 et dont il est dès lors l'un des principaux rédacteurs. 
Au-delà de son rôle de publiciste, Paul Thureau-Dangin se fait surtout connaître par ses travaux historiques. Son œuvre majeure tient dans l'ouvrage La Renaissance catholique en Angleterre au XIXe siècle. Cette étude, qui s'intéresse au renouveau des idées catholiques en Grande-Bretagne, est qualifiée de magistrale. Elle est comparée par ses contemporains au Port-Royal de Sainte-Beuve. Auteur également d'une Histoire de la Monarchie de Juillet (1884), Paul Thureau-Dangin obtiendra, pour ce seul ouvrage, deux fois le grand prix Gobert de l'Académie française en 1885 et 1886.
Par ses convictions et son engagement, Paul Thureau-Dangin est un catholique libéral de la deuxième génération. Cette génération se situe entre la fin du Second Empire et le début de la Troisième République. À ce titre, il défend l'idée d'un catholicisme compatible avec l'idée de modernité et le régime républicain.
Il est fait chevalier de la Légion d'honneur par décret du 5 novembre 1877.
Élu au fauteuil 37 de l'Académie française en 1893, il en devient le secrétaire perpétuel en 1908, jusqu'à son décès le 24 février 1913, à Paris. Pierre de la Gorce lui succède en 1914. 
La sépulture de Paul Thureau-Dangin est située au cimetière du Montparnasse (11e division). Il y demeure avec son épouse et son beau-père, le peintre Louis-Pierre Henriquel-Dupont.

## Famille
Paul Thureau-Dangin et son épouse Louise - fille du sculpteur Louis-Pierre Henriquel-Dupont - ont eu sept enfants :
- Cécile Thureau-Dangin, 1866-1883, décédée à l'âge de 17 ans,
- Louis Thureau-Dangin, 1868-1886, décédé à l'âge de 17 ans,
- François Thureau-Dangin (Jean Geneviève François),  1872-1944, Archéologue, orientaliste et conservateur spécialiste du  sumérien et de l’akkadien,
- Pierre Thureau-Dangin (Pierre Paul Michel), 1873-1932, ép. Claire Lehideux, sans descendance,
- Jean Thureau-Dangin (Jean Marie Charles), 1876-1942, député puis sénateur de la Seine -Maritime sous la Troisième République
- Marie Thureau-Dangin, devenue par alliance Marie Renaudin, ayant épousé l'écrivain catholique Paul Renaudin
- Madeleine Thureau-Dangin, devenue par alliance Madeleine Droulers, ayant épousé Charles Droulers, docteur en droit et homme de lettres auteur de nombreux ouvrages.

## Publications
- Paris capitale pendant la Révolution française, 1872.
- Royalistes et républicains, 1874.
- Le parti libéral sous la Restauration, 1876.
- L’Église et l’État sous la Monarchie de Juillet, 1879.
- Histoire de la Monarchie de Juillet, 1884, 7 vol.
- Saint Bernardin de Sienne, 1896.
- La Renaissance catholique en Angleterre au XIXe siècle, 1899, 3 vol. t. I, t. II & t. III disponibles sur Internet Archive

## Distinctions
- Chevalier de la Légion d'honneur